# Vladimir Bogojevič
Vladimir Bogojevič (* 20. April 1976, in Kraljevo, SR Serbien) ist ein deutscher Basketballtrainer und ehemaliger -nationalspieler.

## Laufbahn

### Spieler
Bogojevič kam zu Beginn der 1990er Jahre aus Jugoslawien nach Deutschland. Er spielte im Jugendbereich des MTV 1846 Gießen: 1993 wurde er mit dem MTV deutscher B-Jugend- und 1995 deutscher A-Jugend-Meister. Als Armin Andres während der Saison 1993/94 Gießens Bundesligamannschaft verließ, setzte MTV-Trainer Hans Brauer auf den 17-jährigen Bogojevič und brachte den Nachwuchsspielmacher Ende Januar 1994 erstmals in der Bundesliga ins Spiel. In seinem ersten Einsatz in der höchsten deutschen Liga erzielte er gegen Bamberg elf Punkte. In Gießen schaffte Bogojevič seinen Bundesliga-Durchbruch und wurde deutscher A-Nationalspieler (erstes Länderspiel im Juni 1996), nachdem er zuvor Jugend-Nationalspieler gewesen war. Er kam bis August 2001 auf insgesamt 57 Spiele für die deutsche Nationalmannschaft, 1997 und 1999 nahm er an den Europameisterschaften teil.
Er bestritt für den MTV bis 1997 eine Gesamtzahl von 103 Spielen (9,5 Punkte/Spiel) und wechselte daraufhin zu Alba Berlin. Mit Berlin wurde Bogojevič dreimal Deutscher Meister und einmal Pokalsieger. Die besten statistischen Zahlen in zwei wichtigen Werten erreichte er in seiner Berliner Zeit während der Saison 1999/2000, als er in der Bundesliga im Schnitt 7,7 Punkte und 3,1 Korbvorlagen erzielte.
Nach seiner Zeit in Berlin spielte Bogojevič bei KK Partizan Belgrad. Dort war sein Vater als Jugendtrainer tätig. Bei Caja San Fernando Sevilla in der spanischen Liga ACB kam er in der Saison 2000/01 auf 22 Einsätze (5,1 Punkte/Spiel). Er ging in die Bundesliga zurück und schloss sich RheinEnergie Köln an. Bis auf einen Abstecher nach Italien blieb er bis 2004 bei den Kölnern, wurde 2004 mit ihnen deutscher Pokalsieger.
Es folgten Stationen in Spanien (Tenerife CB), Griechenland (MENT Vassilakis) und Tschechien (BK Prostějov). 2006 kehrte er nach Deutschland zurück und bestritt noch eine Saison für die Düsseldorf Magics in der 2. Basketball-Bundesliga. Danach beendete er seine Spielerlaufbahn.

### Trainer
Zur Saison 2007/2008 wurde Bogojevič als neuer Trainer des Zweitligisten Kaiserslautern Braves vorgestellt. Unter seiner Führung spielte die Mannschaft lange um den Aufstieg in die Basketball-Bundesliga mit, verpasste aber dann doch knapp das Ziel. Aufgrund verschiedener Auffassungen über die Zukunft des Vereins wurde sein Vertrag als Trainer nach dieser Saison aufgelöst. Es folgte der Wechsel zu seinem alten Verein, den Gießen 46ers. Dort war er zuerst als Sportdirektor angestellt, wechselte aber nach einem schwachen Saisonauftakt auf den Trainerposten und löste den bisherigen Trainer Simon Cote ab.
Nach einer Serie von zwölf Niederlagen in Folge trat Bogojevič Januar 2011 von seinem Amt als Cheftrainer der Gießen 46ers zurück. Sein Nachfolger wurde Steven Key. Bogojevič war aber weiterhin als Sportdirektor für die Hessen tätig, bis er im November 2011 auf eigenen Wunsch den Verein verließ. Bogojevič stellte die Trennung beinahe ein Jahr später in einem Interview allerdings als Kündigung von Seiten des Vereins dar und kritisierte mehrere Umstände während seiner Zeit als Trainer und Sportdirektor.
Von November 2014 an war er als freier Mitarbeiter in der Jugendabteilung von Alba Berlin tätig. 2015 wurde er Trainer der Alba-Mannschaft in der Jugend-Basketball-Bundesliga (JBBL) und führte den Nachwuchs der Hauptstädter 2017 sowie 2018 zum Gewinn des deutschen U16-Meistertitels. Im Sommer 2019 wechselte er bei Alba ins Amt des Cheftrainers der NBBL-Mannschaft. Der Berliner Nachwuchs wurde 2022 und 2023 unter seiner Leitung deutscher U19-Meister.